# Będków (gromada)
Będków – dawna gromada, czyli najmniejsza jednostka podziału terytorialnego Polskiej Rzeczypospolitej Ludowej w latach 1954-1972.
Gromady, z gromadzkimi radami narodowymi (GRN) jako organami władzy najniższego stopnia na wsi, funkcjonowały od reformy reorganizującej administrację wiejską przeprowadzonej jesienią 1954 do momentu ich zniesienia z dniem 1 stycznia 1973, tym samym wypierając organizację gminną w latach 1954-1972.
Gromadę Będków siedzibą GRN w Będkowie utworzono – jako jedną z 8759 gromad na obszarze Polski – w powiecie brzezińskim w woj. łódzkim, na mocy uchwały nr 29/54 WRN w Łodzi z dnia 4 października 1954. W skład jednostki weszły obszary dotychczasowych gromad Będków, Kał, Nowiny, Sługocice, Rosocha, Wykno i Zacharz oraz kolonia Brzustów-Grobla z dotychczasowej gromady Brzustów ze zniesionej gminy Będków w powiecie brzezińskim; obszar dotychczasowej gromady Rzeczków ze zniesionej gminy Wolbórz w powiecie piotrkowskim; a także wieś Remiszewice z dotychczasowej gromady Remiszewice oraz część gruntów parcelacji Remiszewice, położonych na wschód od linii kolejowej Koluszki-Piotrków ze zniesionej gminy Czarnocin w powiecie łódzkim. Dla gromady ustalono 26 członków gromadzkiej rady narodowej.
31 grudnia 1959 do gromady Będków przyłączono obszar zniesionej gromady Drzazgowa Wola, kolonię Prażki oraz kolonie Prażki I, II, III, IV i V ze zniesionej gromady Prażki, wieś i kolonię Rudnik ze zniesionej gromady Olszowa oraz wieś Brzustów, wieś Wołkowa i wieś Dąbrowa ze zniesionej gromady Popielawy.
Gromada przetrwała do końca 1972 roku, czyli do kolejnej reformy gminnej. 1 stycznia 1973 reaktywowano gminę Będków.